# Kreuz Mönchengladbach
Kreuz Mönchenbladbach is een knooppunt in de Duitse deelstaat Noordrijn-Westfalen.
Op dit knooppunt ten noordwesten van de stad Mönchengladbach kruist de A52 Nederlandse grens ten westen van Elmpt-Essen de A61 Nederlandse grens ten noordwesten van Nettetal-Dreieck Hockenheim.

## Geografie
Het knooppunt ligt in het noordwesten van de stad Mönchengladbach.
Nabijgelegen wijken zijn Winkeln en Nord.
Het knooppunt ligt ongeveer 5 km ten noordwesten van het centrum van Mönchengladbach, ongeveer 5 km ten zuidwesten van Viersen en ongeveer 50 km ten noordwesten van Keulen.

## Configuratie
Het knooppunt is een combinatie van een windmolenknooppunt en een klaverblad. Nabij het knooppunt hebben beide snelwegen 2x2 rijstroken. Alle verbindingswegen hebben één rijstrook.

## Verkeersintensiteiten
Dagelijks passeren ongeveer 105.000 voertuigen het knooppunt.
| Van                  | Naar                 | Gemiddeld aantal voertuigen per dag | Percentage vrachtverkeer |
| -------------------- | -------------------- | ----------------------------------- | ------------------------ |
| AS Hardt (A52)       | AK Mönchengladbach   | 39.800                              | 07,4 %                   |
| AK Mönchengladbach   | AS MG-Nord (A52)     | 64.200                              | 11,5 %                   |
| AS Mackenstein (A61) | AK Mönchengladbach   | 49.200                              | 13,6 %                   |
| AK Mönchengladbach   | AS MG-Nordpark (A61) | 57.200                              | 14,8 %                   |

## Richtingen knooppunt
| Aansluitende wegen | Aansluitende wegen                                 | Aansluitende wegen                        | Aansluitende wegen | Aansluitende wegen |
| ------------------ | -------------------------------------------------- | ----------------------------------------- | ------------------ | ------------------ |
|                    |                                                    | richting Viersen / Venlo                  |                    |                    |
|                    |                                                    |                                           |                    |                    |
| richting Roermond  | richting Mönchengladbach-Nord Krefeld / Düsseldorf |                                           |                    |                    |
|                    |                                                    |                                           |                    |                    |
|                    |                                                    | richting Mönchengladbach Aachen / Koblenz |                    |                    |